# Alfred Geiringer
Alfred Geiringer (geboren 9. Mai 1911 in Wien, Österreich-Ungarn; gestorben 5. Januar 1996 in London) war ein österreichisch-britischer Journalist.

## Leben
Alfred Geiringer war ein Sohn des Cafetiers Wilhelm Geiringer (1881–1930). Er war Mitglied des Bundes Sozialistischer Mittelschüler (BSMÖ). Im Jahr 1933 begann er, als Korrespondent für verschiedene britische und amerikanische Zeitungen, wie die News Chronicle und die New York Times, zu schreiben. Ab 1937 arbeitete er als Assistent des Wiener Korrespondenten von Reuters. Nach dem Anschluss Österreichs 1938 floh er nach London und fand eine Beschäftigung bei Reuters. Er heiratete 1939 Margaret Dorothea Layton, Tochter des Presseunternehmers Walter Thomas Layton, sie hatten vier Kinder. Er schloss sich der sozialistischen österreichischen Emigrantengruppe in London an und schrieb in deren Informationsblatt. 
Nach Kriegsende rückte er als Assistant European Manager in eine leitende Position bei Reuters auf und war führend am Wiederaufbau eines Korrespondentennetzes in Westeuropa beteiligt. Im November 1945 wurde er für eine Zeit in das besetzte Österreich geschickt, wo er die Gründung der Austria Presse Agentur als politisch unabhängige Nachrichtenagentur maßgeblich prägte. Geiringer gründete bei Reuters in London einen Wirtschaftsnachrichtendienst und schuf darin die organisatorischen und personellen Voraussetzungen für die Einführung der Elektronischen Datenverarbeitung in diesem Geschäftsfeld.  
Geiringer gründete später die britische PR-Agentur Universal News Service.
Die Austria Presse Agentur vergibt den nach ihm benannten Alfred-Geiringer-Ehrenring und seit 2018 das Alfred-Geiringer-Stipendium für den journalistischen Nachwuchs.